# (74335) 1998 VS12
(74335) 1998 VS12 – planetoida z pasa głównego asteroid okrążająca Słońce w ciągu 4,32 lat w średniej odległości 2,65 j.a. Odkryta 10 listopada 1998 roku.